# RwS bank
RwS bank («РВС банк») — український банк, заснований у жовтні 1991 року як АКІБ «Інтелект». Згодом банк змінює назву на АКБ «Київ-Приват». 

## Про банк
«RwS bank» має банківську ліцензію №277, що дозволяє надавати повний спектр банківських послуг фізичним та юридичним особам.
Банк є учасником Фонду гарантування вкладів фізичних осіб.
Станом на 01.01.2017 «RwS bank» є одним з найбільших платників податків в банківській сфері.
Станом на 2025 рік у «RwS bank» функціонує 16 відділень. У Києві – 7 відділень, у регіонах банк представлений двома відділеннями у Львові, і по одному в Одесі, Вінниці, Дніпрі, Коростені, Тернополі, Ужгороді та Чорткові.
Головний офіс банку знаходиться за адресою: м. Київ, вул. Введенська, 29/58.
Центральне відділення банку знаходиться за адресою: м. Київ, вул. Прорізна, 6.

## Історія
Історія банку розпочинається у жовтні 1991 року із створення банку АКІБ «Інтелект». Згодом банк змінює назву на АКБ «Київ-Приват». 
У 2001 році банк входить до французького фінансового конгломерату «Société Générale», після чого банк отримує  назву АКБ «Сосьєте Женераль Україна». 
У 2007 році, банк змінює власників та отримує назву ЗАТ «ТАС-Інвестбанк» [Архівовано 21 квітня 2021 у Wayback Machine.], із жовтня - АКБ «ТАС-Коммерцбанк». 
З 2007 по 2009 голова правління ВАТ «Сведбанк» — Тігіпко Сергій Леонідович.
У цьому ж році, у грудні, банк очолює новий іноземний інвестор від групи компаній «Swedbank Group». Назва банку змінюється на ЗАТ «Сведбанк Інвест», а у 2009 році змінюється форма власності та назва на ПАТ «Сведбанк» («Swedbank»).
У 2013 році шведська група «Swedbank» оголосила про рішення вийти з ринку фінансових послуг України. У цьому ж році банк купує український інвестор (Лагун Микола Іванович), а назва банку змінюється на «Омега банк».
У червні 2015 році банк отримує нового інвестора та відтепер має назву «RwS bank». 

## Правління
Станом на 2025 рік:
- Мельник Михайло Михайлович — в.о. Голови Правління
- Панасюк Роман Борисович — член Правління, заступник Голови Правління
- Васьковська Валентина Петрівна  —член Правління, заступник Голови Правління
- Бурдіна Олена Михайлівна — член Правління, Головний бухгалтер
- Парасіч В’ячеслав Леонідович  —член Правління, в.о. Головного ризик-менеджера
- Відякін Михайло Миколайович — Голова Наглядової ради
- Гаврильчук Ірина Борисівна — Заступниця Голови Наглядової ради
- Яременко Сергій Олександрович — член Наглядової ради
- Середенко Дмитро Миколайович — член Наглядової ради
- Савчук Павло Володимирович — член Наглядової ради

## Рейтинг
Згідно з даними рейтингового агентства НРА «Рюрік», «RwS bank» присвоєно довгостроковий кредитний рейтинг на рівні uaAAA.

У 2019 року «RwS bank» отримав відзнаку «Вибір експертів – депозит«Комунальний»»

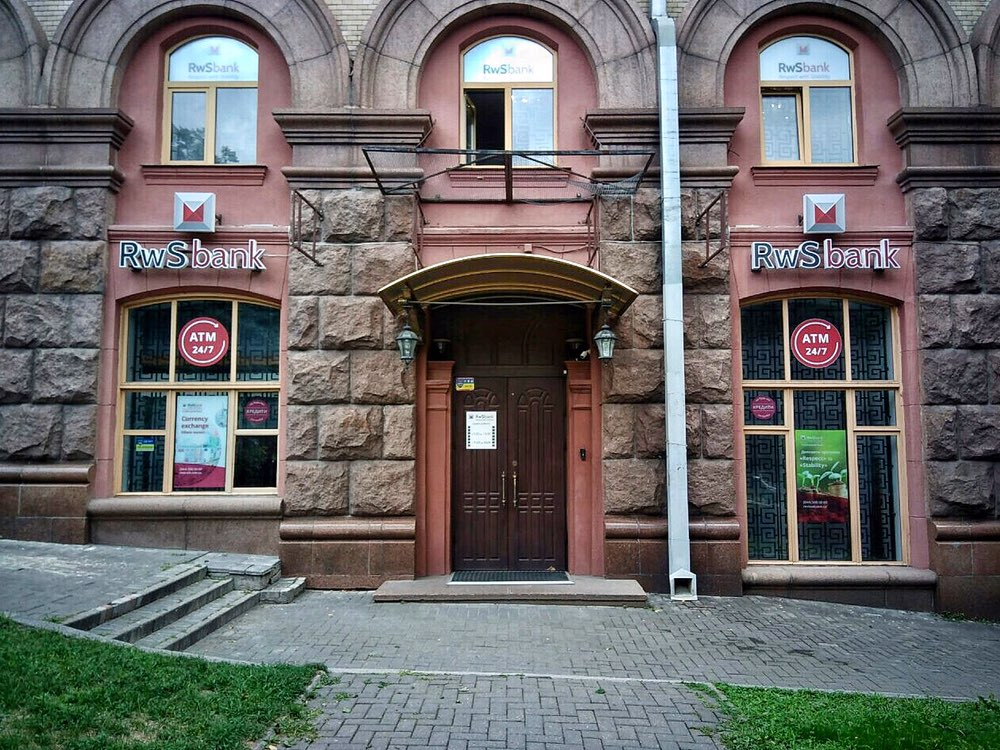
Центральне відділення, м. Київ, вул. Прорізна, 6

## Участь в організаціях
- Фонд гарантування вкладів фізичних осіб[6]
- Незалежна асоціація банків України[7]
- Спілка Українських Підприємців
- Асоціація Українських Банків

- ПС «MasterCard»
- ПС «Простір»
- ПС «Портмоне»
- S.W.I.F.T.